# أليوشا أسانوفيتش
أليوشا أسانوفيتش (بالكرواتية: Aljoša Asanović)‏ (مواليد 14 ديسمبر 1965) هو لاعب كرة قدم. يلعب مع منتخب كرواتيا لكرة القدم. سبق له أن لعب في كأس العالم لكرة القدم مع منتخب بلاده.

## روابط خارجية
- أليوشا أسانوفيتش على موقع الاتحاد الدولي (مؤرشف)  (الإنجليزية)
- أليوشا أسانوفيتش على موقع اتحاد كرواتيا (الكرواتية)
- أليوشا أسانوفيتش على موقع قاعدة بيانات كرة القدم.إي يو (الإنجليزية)
- أليوشا أسانوفيتش على موقع ناشيونال فوتبول تيمز (الإنجليزية)
- أليوشا أسانوفيتش على موقع عالم كرة القدم.نت (الإنجليزية)